# Emir Ahmedović
Emir Ahmedović (ur. 8 listopada 1994 w Zenicy) – bośniacki koszykarz występujący na pozycji środkowego. Były reprezentant kraju do lat 20.
Ahmedović zaczynał karierę w klubie OKK Spars Sarajewo, z którym do 2013 roku grał w niższych ligach Bośni i Hercegowiny. W 2013 roku przeniósł się do klubu KD Hopsi Polzela grającego wówczas w najwyższej klasie rozgrywkowej ligi słoweńskiej. W sezonie 2013/2014 grał głównie w drużynie juniorów tego klubu. W pierwszym zespole wystąpił w 14 meczach, w których spędzał na parkiecie średnio około 4 minut, zdobywając przeciętnie po 0,8 punktu i 0,9 zbiórki. W drugim sezonie w Słowenii (2014/2015) jego rola w drużynie wzrosła. Wziął udział w 29 spotkaniach, w których grał średnio po niespełna 15 minut, zdobywając w tym czasie przeciętnie po 6,6 punktu i 4,7 zbiórki. Pod koniec września 2015 roku podpisał kontrakt z Asseco Gdynia.
W sezonie 2015/2016 zawodnik Asseco Gdynia.
W swojej karierze występował także w reprezentacji Bośni i Hercegowiny do lat 20.